# Gillian Crichton
Gillian Crichton [ˈkɹaɪtn̩] (geboren in Berlin) ist eine deutsche Lied-, Konzert-, Oratorien-, Opern- und Operettensängerin (Mezzosopran).

## Leben
Gillian Crichton studierte zuerst in Belgien Musikwissenschaft und Geige. An der Universität von Cardiff begann sie ihr Gesangsstudium, das sie an der Royal Academy of Music in London bei Nicholas Powell, Iris Dell’Acqua und Ann Murray weiterführte. Sie nahm teil an Meisterkursen von René Jacobs, Marjana Lipovšek, Diane Forlano und Sena Jurinac.
Es folgten Engagements am Staatstheater Mainz, am Staatstheater Schwerin und am Theater Basel. Ferner sang sie 2002 bei den Schlossfestspielen Rheinsberg die Juditha in der äußerst selten gespielten Oper Juditha triumphans von Antonio Vivaldi. Gillian Crichton war von 2004 bis 2010 Ensemblemitglied am Theater Ulm. 
Ihr Repertoire umfasst u. a.: Prinz Orlofsky (Die Fledermaus), den sie auch in London sang, Idamante (Idomeneo), Lola (Cavalleria rusticana), Zerlina (Don Giovanni), Maddalena (Rigoletto), Ottavia (Die Krönung der Poppea), Adelaide (Der Vogelhändler), Zaida (Der Türke in Italien), Ruggiero (Alcina), Alisa (Lucia di Lammermoor), Dorabella (Così fan tutte), Rosina (Der Barbier von Sevilla), Nancy (Martha), Olga (Eugen Onegin), Venus (Tannhäuser). 
Gillian Crichton verfügt über ein umfassendes Konzertrepertoire. Sie hat  bisher zahlreiche Liederabende gegeben, u. a. in Brüssel, Stuttgart, Berlin, Potsdam, London, Aldeburgh, Ambronnay, Ulm, wo sie Werke von Franz Schubert, Robert Schumann, Gustav Mahler, Wolfgang Amadeus Mozart, Johann Sebastian Bach, Johannes Brahms, Manuel de Falla, Benjamin Britten, Ludwig van Beethoven, Aaron Copland, Samuel Barber, Gabriel Fauré u. a. sang.
Erwähnung verdienen noch ihre Auftritte beim 5. Herbert von Karajan-Gedächtniskonzert, 2005 in Ulm, und beim Festkonzert 50 Jahre Bach-Collegium, Dezember 2007 in der Berliner Kaiser Wilhelm Gedächtniskirche.